# Intensywność transpiracji
Intensywność transpiracji – ilość wyparowanej wody (g) przez dm2 lub kg liści w jednostce czasu (h). Wielość ta jest zależna od gatunku i warunków środowiska. Typowe wartości wskaźnika to 01 do 03 g dm-2 h-1. Rośliny drzewiaste, których łączna powierzchnia liści osiąga 0,5 ha w gorący letni dzień mogą wyparować około 250 kg wody w ciągu godziny.